# ラ・コキーユ
ラ・コキーユ （La Coquille、オック語:La Coquilha）は、フランス、ヌーヴェル＝アキテーヌ地域圏、ドルドーニュ県のコミューン。

## 地理

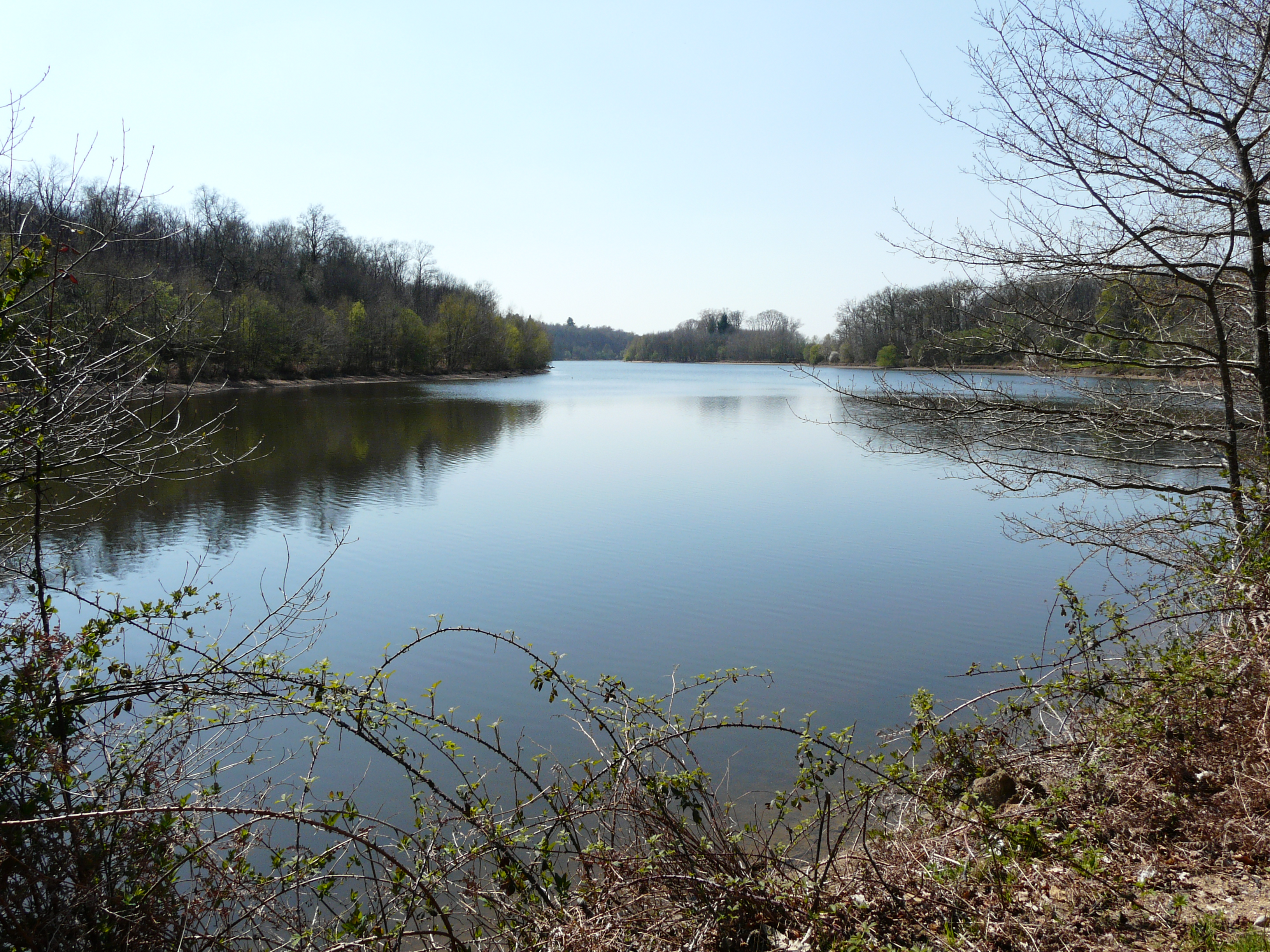
ミアレ湖。左岸がラ・コキーユ、右岸がミアレ。コミューンの最も東側にあたる

県北部にあるラ・コキーユは、ペリゴール・ヴェールと呼ばれる地方に含まれる。コミューンをドロンヌ川の支流コール川が流れる。コミューンの西側でコール川はモネリー湖に注ぎ、ミアレ湖の東半分に注ぐ。東側は、イル川の支流ヴァルーズ川で、バルド湖に注ぐ。ラ・コキーユとサン・ピエール・ド・フリュジー、サン・プリエスト・レ・フジェールとの間の4kmにわたる境界がある。
リモージュ-ペリグー間の路線が通り、ラ・コキーユ駅で停車する。

## 歴史
サンティアゴ・デ・コンポステーラの巡礼路を構成する5本の巡礼路の1つ、リモージュの道沿いに位置する。この教区において、巡礼者たちに聖ヤコブの帆立貝が与えられていた。したがって、ラ・コキーユ（帆立貝）という名と紋章はこの故事と結びついている。
コミューンの名が正式にラ・コキーユとなったのは1856年で、それまではサント・マリー・ド・フリュジー（Sainte-Marie-de-Frugie）であった。

## 人口統計
| 1962年 | 1968年 | 1975年 | 1982年 | 1990年 | 1999年 | 2004年 | 2014年 |
| ------ | ------ | ------ | ------ | ------ | ------ | ------ | ------ |
| 1531   | 1556   | 1692   | 1575   | 1515   | 1489   | 1407   | 1343   |

参照元:1962年から1999年までは複数コミューンに住所登録をする者の重複分を除いたもの。それ以降は当該コミューンの人口統計によるもの。1999年までEHESS/Cassini、2006年以降INSEE。